# Kleine mosnetwants
De kleine mosnetwants (Acalypta parvula) is een insect behorend tot de familie der netwantsen (Tingidae).

## Kenmerken
Volwassen exemplaren zijn 1,6 tot 2,5 millimeter lang. De zeer kleine wantsen van het geslacht Acalypta hebben meestal verkorte (brachypterische) vleugels en een vrij ovale lichaamsvorm. Het vierde segment van de antennes is breder dan het derde. Acalypta parvula heeft drie kielen op het pronotum en het derde antennesegment is basaal verdikt. Er komen vaak volledig gevleugelde (macroptere) dieren voor. Dit zijn meestal vrouwtjes.

## Verspreiding en leefgebied
Acalypta parvula komt voor in Noord-Afrika en Europa, van het westelijke Middellandse Zeegebied tot het zuiden van Scandinavië en van het oosten tot het noorden van Rusland. Hij komt ook veel voor in Noord-Amerika en in de Alpen tot ongeveer 2000 meter boven zeeniveau. In Groot-Brittannië is hij wijdverspreid en de meest voorkomende soort binnen het geslacht. Ze zijn voornamelijk te vinden op zandgronden, zeldzamer op steenachtige of leemachtige ondergrond.

## Levenswijze
De dieren leven voornamelijk in de strooisellaag, maar komen net als Acalypta gracilis voor in mossen, maar zijn ook hier verder vandaan te vinden. Ze leven waarschijnlijk van tijm (Thymus), sedum (Sedum), struikhei (Calluna), heidebrem (Genista) en andere hoger groeiende planten. De soort wordt vaak gevonden in de buurt van mierennesten, waarmee ze geen verband houden. Deze nabijheid is te wijten aan het bewonen van het bodemafval. Macropteranen kunnen goed vliegen en nieuwe habitats koloniseren, daarom worden ze vaak in grote aantallen op zulke nieuwe locaties aangetroffen. De volwassen dieren overwinteren. De nimfen verschijnen van eind april tot begin augustus. De volwassen dieren van de nieuwe generatie zijn in de herfst al geslachtsrijp, de paring vindt plaats in september en oktober voor de winterslaap. Het is niet bekend of hiervoor ook eieren worden gelegd. Paringen kunnen weer worden waargenomen in mei van het volgende jaar. Er wordt één generatie per jaar gevormd, maar onder gunstige omstandigheden (temperatuur en droge habitat) kunnen er twee generaties per jaar voorkomen.